# Starzec jajowaty
Starzec jajowaty, starzec Fuchsa (Senecio ovatus (G.Gaertn., B.Mey. & Scherb.) Willd.) – gatunek rośliny należący do rodziny astrowatych. W Polsce występuje pospolicie w Karpatach i Sudetach, na niżu spotkać go można (rzadko) na Śląsku, Wyżynie Małopolskiej, Wyżynie Lubelskiej i w Kotlinie Sandomierskiej.

## Morfologia
ŁodygaWzniesiona, naga, górą rozgałęziona, do 1,5 m wysokości. W dolnej części czerwonobrunatno wybarwiona. Cała łodyga aż po kwiatostan jest gęsto ulistniona. Pod ziemią roślina posiada pionowe kłącze.
LiścieNagie, podłużnie lancetowate, ostre, piłkowanoząbkowane, zwężone w wyraźny, nieoskrzydlony ogonek. Ząbki liści są proste i niezagięte na szczycie. Środkowe i górne liście o zwężających się nasadach, zbiegających w bardzo wąsko oskrzydlony ogonek. Górne liście niewiele tylko mniejsze od dolnych, natomiast podsadki znacznie różnią się kształtem i wielkością.
KwiatyKoszyczki kwiatowe o średnicy 18–25 mm, zebrane w parasolowaty podbaldach. Walcowata i jednorzędowa okrywa koszyczków o długości 6–8 mm składa się zazwyczaj z ośmiu, nagich, lub rzadko gruczołowatych listków. U podstawy koszyczków znajdują się dodatkowe, skrętolegle ustawione listki. Na dnie koszyczków plewinki. Kwiaty siarkowożółte. Brzeżnych kwiatów języczkowych 5–8.
OwocNagi z puchem kielichowym w postaci włosków.
Gatunki podobneGatunek bardzo podobny do starca gajowego. Przez Linneusza nieodróżniany od niego, przez niektórych botaników uważany za jego podgatunek.

## Biologia i ekologia
- Rozwój: bylina, hemikryptofit. Kwiaty kwitną od lipca do września, zapylane są przez muchówki, lub dochodzi do samozapylenia.
- Siedlisko: rośnie w lasach, zrębach, nad potokami. Jest częstym składnikiem ziołorośli wysokogórskich. W górach występuje po piętro alpejskie.
- W klasyfikacji zbiorowisk roślinnych gatunek charakterystyczny dla Ass. Senecionetum fuchsii[5].
- Liczba chromosomów 2n= 40.